# الكنيسة المريمية
الكنيسة المريمية أو الكاتدرائية المريمية وهي إحدى كنائس مدينة دمشق عاصمة الجمهورية العربية السورية، تقع في منطقة دمشق القديمة على يسار الطريق المستقيم المتجه إلى باب شرقي، وهي من الكنائس الأثرية السورية القديمة يعود تاريخها إلى بداية انتشار المسيحية في دمشق، كما أنها كنيسة أرثوذكسية تابعة لطائفة الروم الأرثوذكس ومقر بطريركية أنطاكية وسائر المشرق للروم الأرثوذكس.

## تاريخ الكنيسة

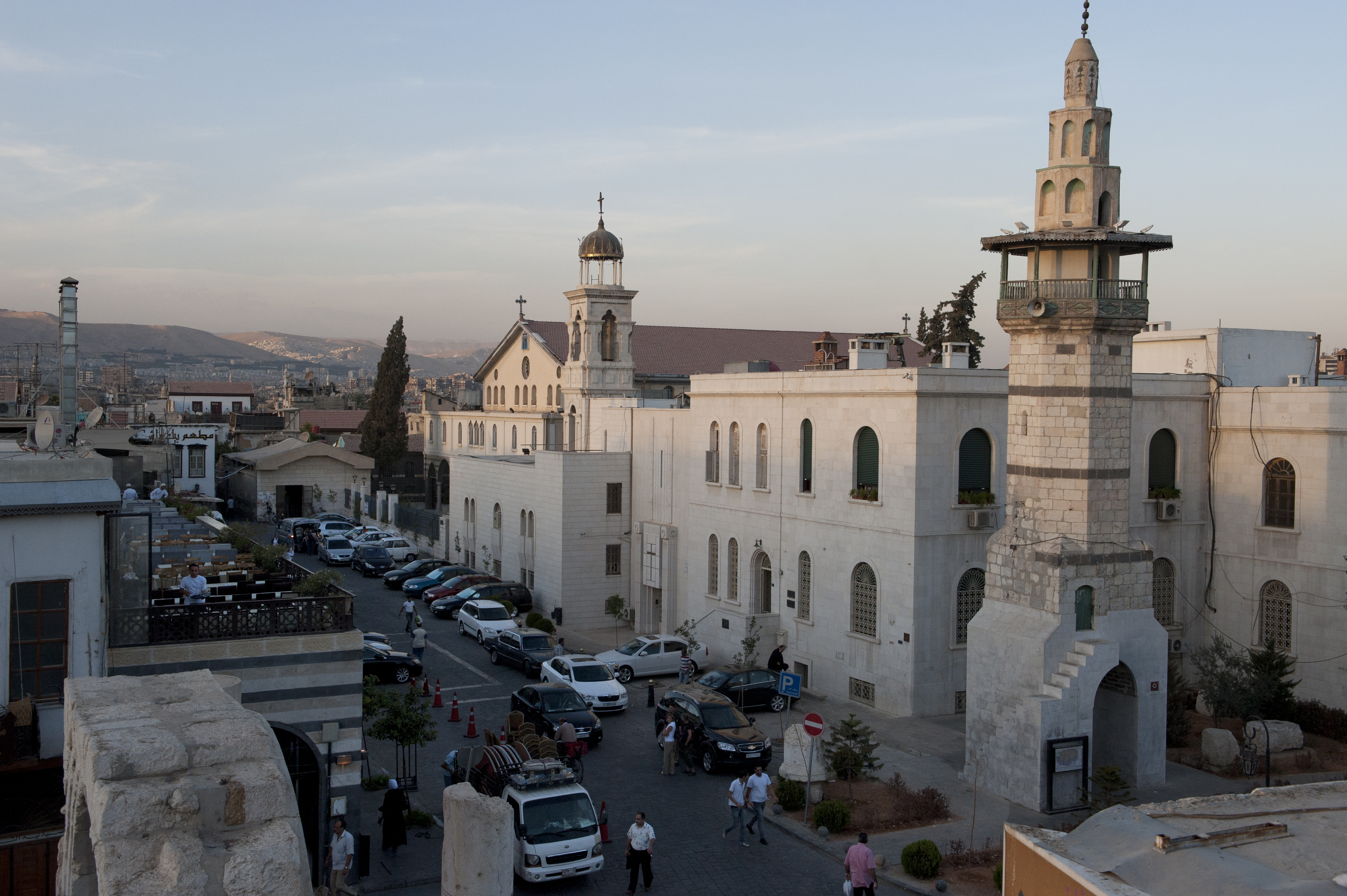
الكاتدرائية المريمية بدمشق وفي مقدمتها المئذنة العمرية إلى اليمين.

### قبل الفتح الإسلامي
تشكلت الكنيسة في القرون الأولى، من خلال المريميين الذين كانوا يؤدون شعائرهم الدينية سرًا، وفي عهد الإمبراطور قسطنطين الأول اعترفت الإمبراطورية البيزنطية لرعاياها بحرية العبادة، وعندها أظهر المريميون معبدهم الصغير إلى العلن وكرسوه لمريم العذراء، وبقيت كنيسة السيدة مريم في الخدمة حتى تاريخ وصول الجيوش الإسلامية لمدينة دمشق.

### بعد الفتح الإسلامي
عندما وصلت الجيوش الإسلامية لمدينة دمشق قاموا بمحاصرتها وتم فتح المدينة على يد خالد بن الوليد حربًا وعلى يد أبي عبيدة بن الجرّاح صلحًا وهكذا خضعت المنطقة التي تم فتحها حربًا لسيطرة الدولة الإسلامية وتم استملاك الكثير من المباني بينما بقيت المنطقة التي تم فتحها صلحًا لسيطرة أصحابها.
ومن المباني التي تم استملاكها كانت الكنيسة المريمية التي تم إغلاقها حتى العام 706 م مما أدى إلى إهمالها وتخربها، وفي عام 706 م قام الخليفة الأموي الوليد بن عبد الملك بإعادتها إلى الأرثوذكسيين مقابل أخذه لكاتدرائية يوحنا المعمدان (النبي يحيى) والتي حولها فيما بعد إلى الجامع الأموي حيث قال لهم: "إننا نعوض عليكم عن كنيسة يحيى بكنيسة مريم"، بعد عودة الكنسية للأرثوذكسيين قاموا بتجديد أسقفيتهم مجددًا وجعلوها بجانب كنيسة مريم التي أعيد بناءها والاهتمام بها في عهد الخليفة عمر بن عبد العزيز.
تعرضت الكنيسة بعد عهد عمر للكثير من الحرائق والأعمال التخريبية والتدميرية:
- 1. في عام 926 م وذلك في عهد الخليفة العباسي المقتدر بالله، دُمرت الكنيسة بفعل البعض وأمر الخليفة بإعادة ترميمها.
- 2. في عام 950 م أُحرقت بأمر من أحمد بن طولون.
- 3. في عام 1009 م أُحرقت بأمر الخليفة الفاطمي الحاكم بأمر الله، وفي عهد والي دمشق ختكين التركي أُعيد بناء الأسقفية المريمية والكنيسة وقامت الأهالي بتجميلها وتزينها حتى غدت من المعالم الدمشقية البهية حيث قال فيها الرحالة العربي ابن جبير بعد أن زارها عام 1184 م "في داخل البلد كنيسة لها عند الروم شأن عظيم تعرف بكنيسة مريم ليس بعد كنيسة بيت المقدس عندهم أفضل منها، وهي جميلة البناء تتضمن من التصاوير أمرًا عجيبًا يبهر الأفكار ويستوقف الأبصار، ومرآها عجيب"
- 4. في عام 1260 م وبعد خروج التتار من دمشق بقيادة هولاكو الذي كان اعتقاده الديني:الأرواحية تم تخريب الكنيسة من قبل البعض انتقاما من هولاكو وتعاطفاً مع نصارى دمشق، أُعيد ترميم الأسقفية والكنيسة على يد الأرثوذكسيين ولكنها لم تعد إلى جمالها السابق بسبب الأوضاع المالية الصعبة التي مرت بها رعية الكنيسة، وفي عام 1342 م انتقل مركز الكرسي البطريركي الأنطاكي إلى الكنيسة المريمية وأصبحت مقرًا بطريركيا
- 5. في عام 1404 م هاجم التتار مدينة دمشق وقاموا بتدمير الكنيسة وهدم رواقها الغربي وسرقة ما فيها من ذخائر وكنوز كَنَسِّيَة، وبعد خروج التتار أعاد البطريرك ميخائيل الثالث بناء الكنيسة وتزينها
- 6. في عام 1759 م تعرضت المنطقة إلى هزة أرضية عنيفة جدا أدت إلى تصدع جدران الكنيسة، بقيت الكنيسة على حالها حتى وصول البطريرك الأنطاكي دانيال (1767 م - 1791 م) والذي استأذن والي دمشق محمد باشا العظم بهدمها وإعادة بنائها وكان ذلك في عام 1777 م.
- 7. في عام 1860 م شهدت دمشق فتنة طائفية أدت إلى دمار الكنيسة والمقر البطريركي، بقيت الكنيسـة مخربة لمدة ثلاث سـنوات حتى وصول البطريرك الأنطاكي إيروثيوس (1850 م - 1885 م) والذي قام بإعادة بنائها بأموال قامت الحكومة بتقديمها له بالإضافة إلى أموال وصلت إليه من المعتمد البطريركي الأنطاكي في موسكو الأرشمندريت غفرائيل شاتيلا، حيث قام إيروثيوس بضم الكنائس الأخرى المهدمة والتي كانت بجوار الكنيسة وأعاد بناء الكنسية وأضاف إليها الحدائق والأروقة والفسح الخارجية لتصبح من أكبر وأجمل كنائس دمشق، أما في زمن البطريرك إسبريدون (1891 م - 1898 م) فتم بناء قبة الجرس في الكنيسة
- 8. في عام 1953 م عانت الكنيسة من تصدع في سقفها فقام البطريرك ألكسندروس الثالث بتجديده وإعادة النقوش إليه بأموال تم تقديمها من الحكومة السورية ومن مؤسسات الرعية الأرثوذكسية.

وإلى اليوم يتم العمل على تجميل وتحسين وتجديد الكنيسة من أموال التبرعات المقدمة إليها.

## وصف الكنيسة
طراز الكنيسة بيزنطي وهي تتسع إلى ستمائة شخص وتقام فيها الشعائر الدينية المختلفة، يتوسط القاعة وعلى الجانبين منبران من الحجر لكل منهما سلما ملتويا كانتا تستخدمان لقراءة الإنجيل، وفيها على الجانبين اثنتان مما يسمى بالبيما وهو مكان وقوف الجوقة أي الكورال الذي يردد الصلوات والتراتيل الدينية خلف الكاهن والذي يقوم بالغناء الكورالي في الاحتفالات الدينية، أما في واجهة الكنيسة فتوجد المنصة الحمراء والتي يقف عليها الكهنة لتأدية الصلوات وخلف الواجهة المنصة الحمراء يوجد المذبح والغرف المخصصة للطقوس الدينية، يجاور المنصة عن اليمين واليسار مقاعد حمراء مخصصة للضيوف وأهل الميت فيما إذا كانت هناك مراسم جنائزية مقامة وللكنيسة طابق علوي كان يستخدم سابقا كمكان لصلاة النساء، سقف الكنيسة خشبي وهو يعتبر لوحة فنية لما فيه من نقوض وزخارف، أما جدران الكنيسة فتملؤها اللوحات الفنية والأيقونات المختلفة أهمها أيقونة المسكوبية، وللكنيسة فناء أمامي وآخر جانبي فيه البرج الجرسي للكنيسة.

## أقسام الكاتدرائية

### كنيسة السيدة مريم
وهي الكنيسة الرئيسية التي يعود تاريخ بنائها الأول إلى عهد أرخاديوس قيصر أواخر القرن الرابع الميلادي وفيها تقام الشعائر الدينية المختلفة.

### كنيسة مار تقلا
وهي كنيسة تم ضمنها للكنيسة المريمية إبان ترميم الأخيرة، وهي مقر الكرسي بطريركي الأنطاكي للروم الأرثوذكس.

### كنيسة القديسة كاترين
وهي كنيسة تم ضمها أيضا للكنيسة المريمية إبان الترميم، يوجد فيها متحف للألبسة والأوسمة والأيقونات المتوارثة من البطاركة والرهبان.

### أقسام أخرى

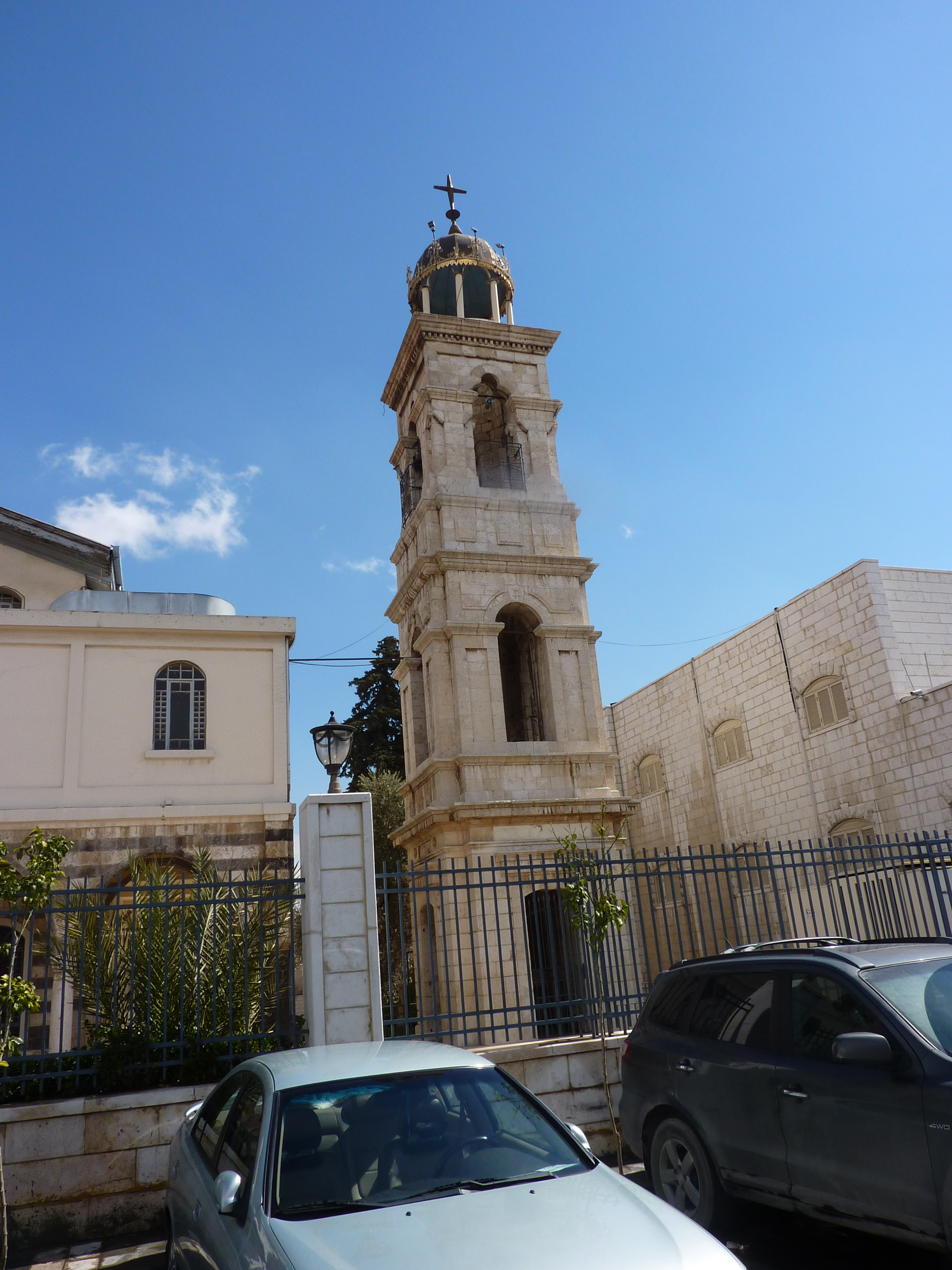
برج الجرس.

- ساحة كنيسة القديسين كبريانوس ويوستينا وكنيسة القديس نيقولاوس هما كنيستان تم ضمهما إلى الكنيسة المريمة إبان أعمال الترميم والتجديد بعد ما لحق بهما من دمار وتخريب.
- الأقبية وهي متواجدة تحت بناء الكنيسة.
- البرج الجرسي أو قبة الجرس وتم بناءها في زمن البطريرك إسبريدون (1891 م - 1898 م)

## معرض الصور

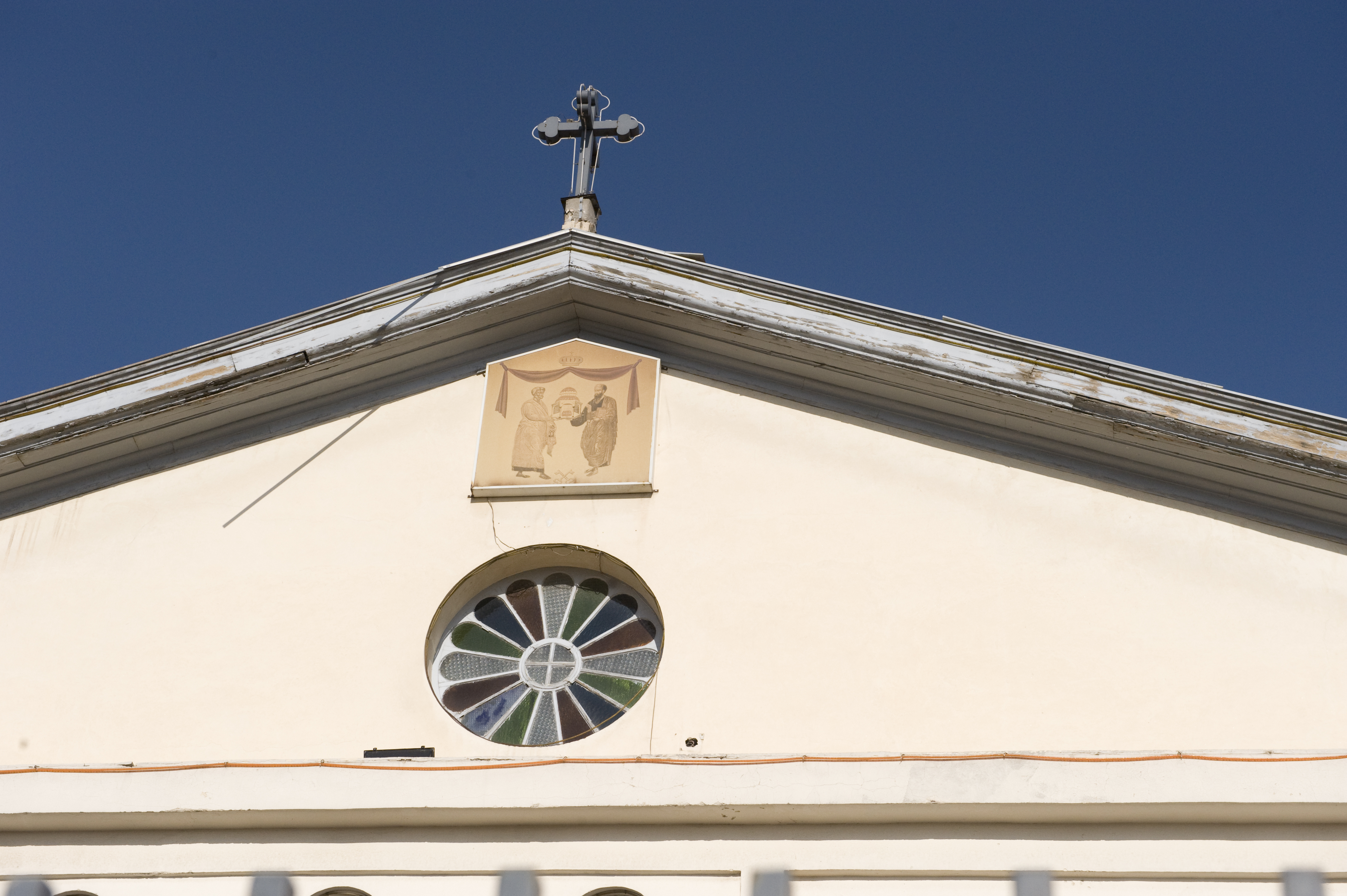
واجهة الكنيسة
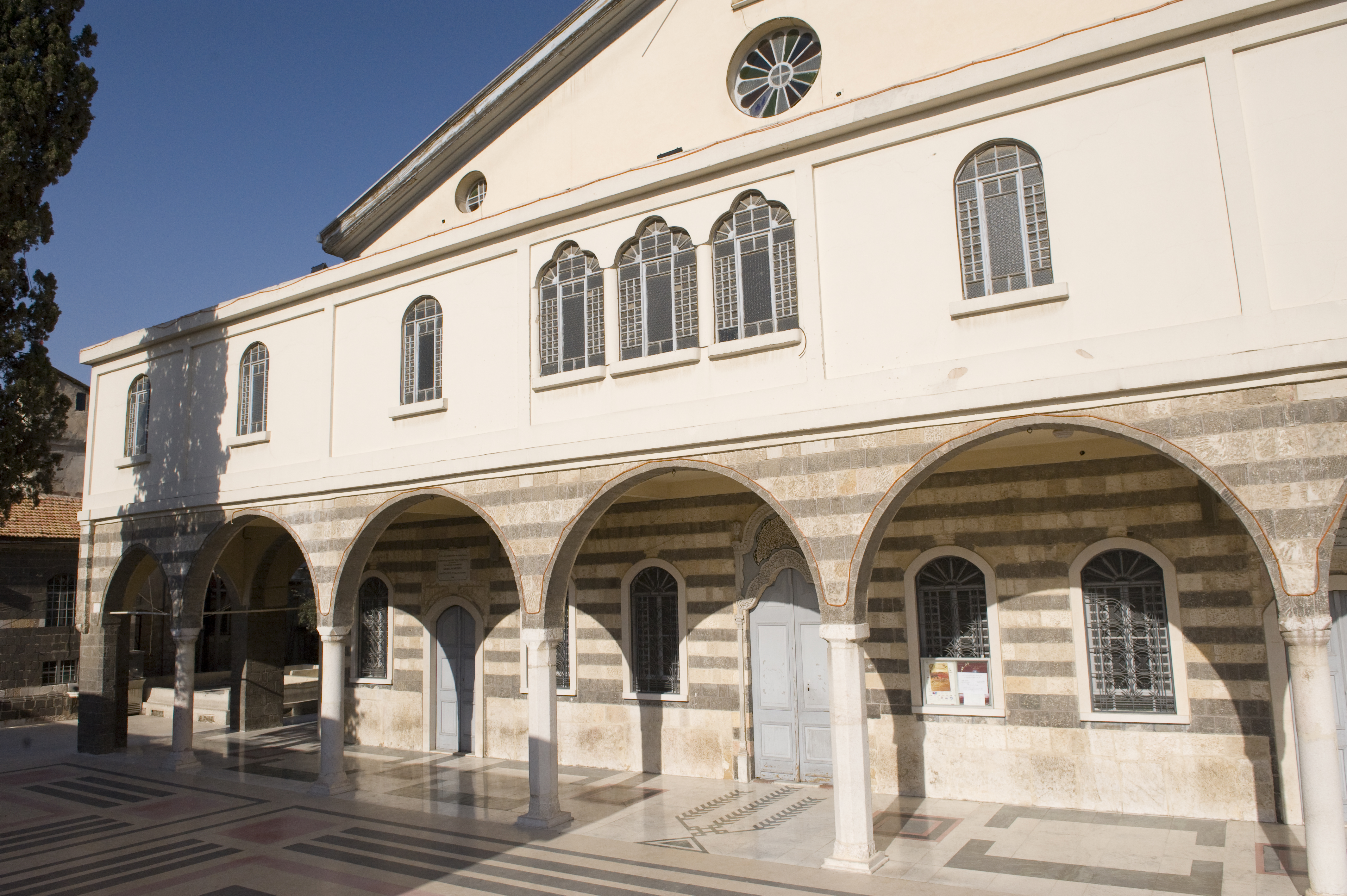
ساحة الكنيسة
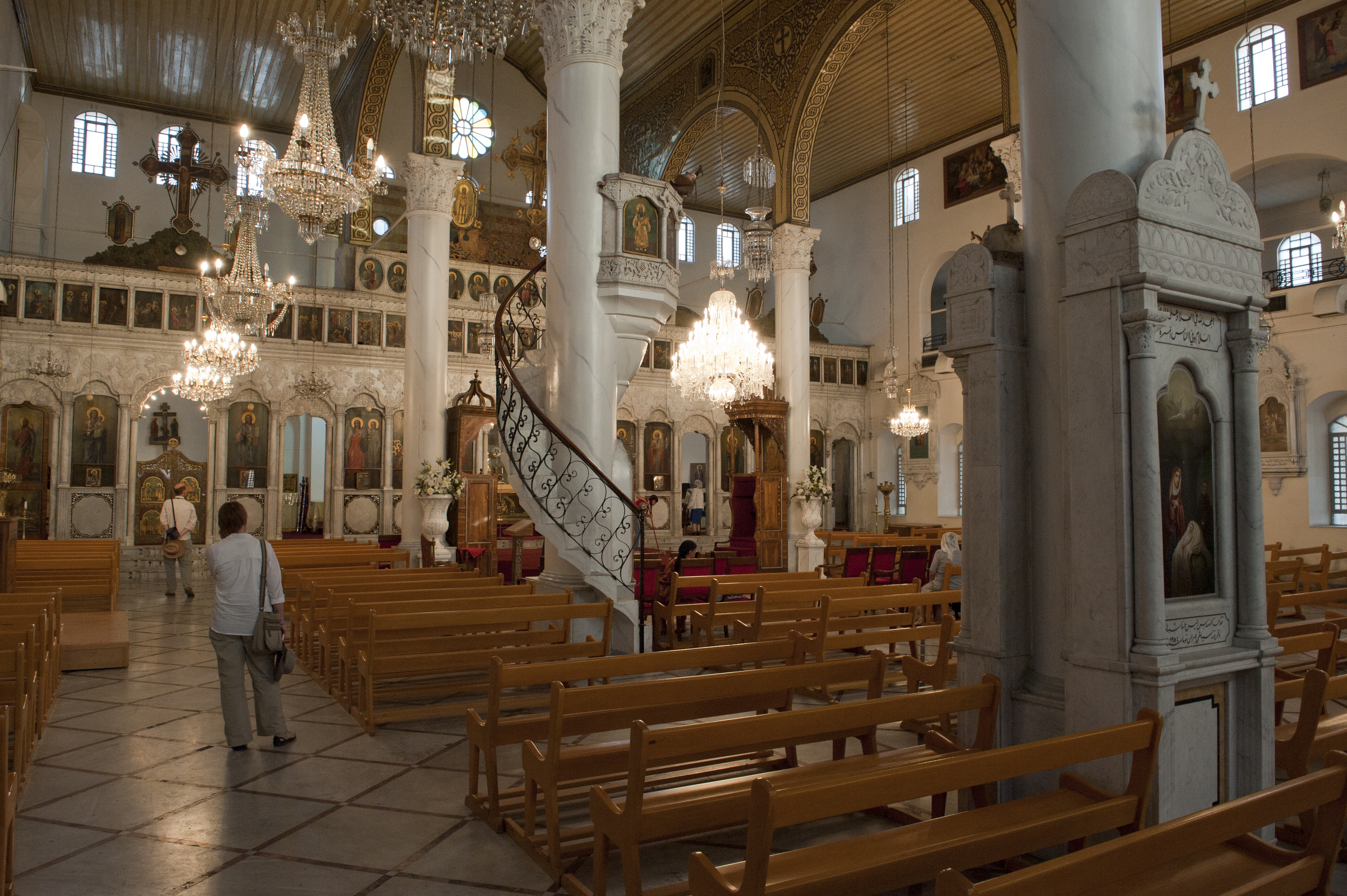
داخل الكنيسة
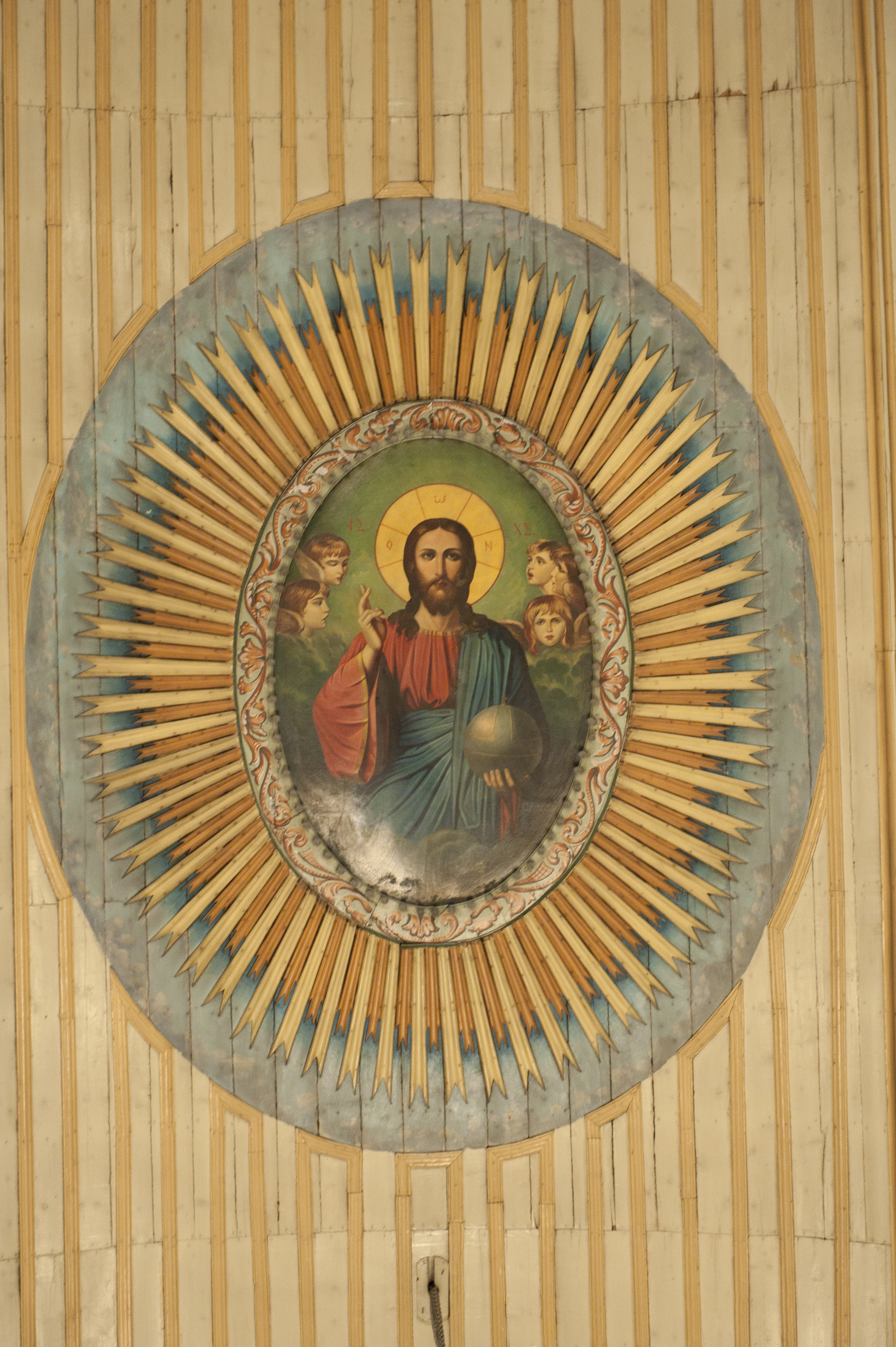
سقف الكنيسة
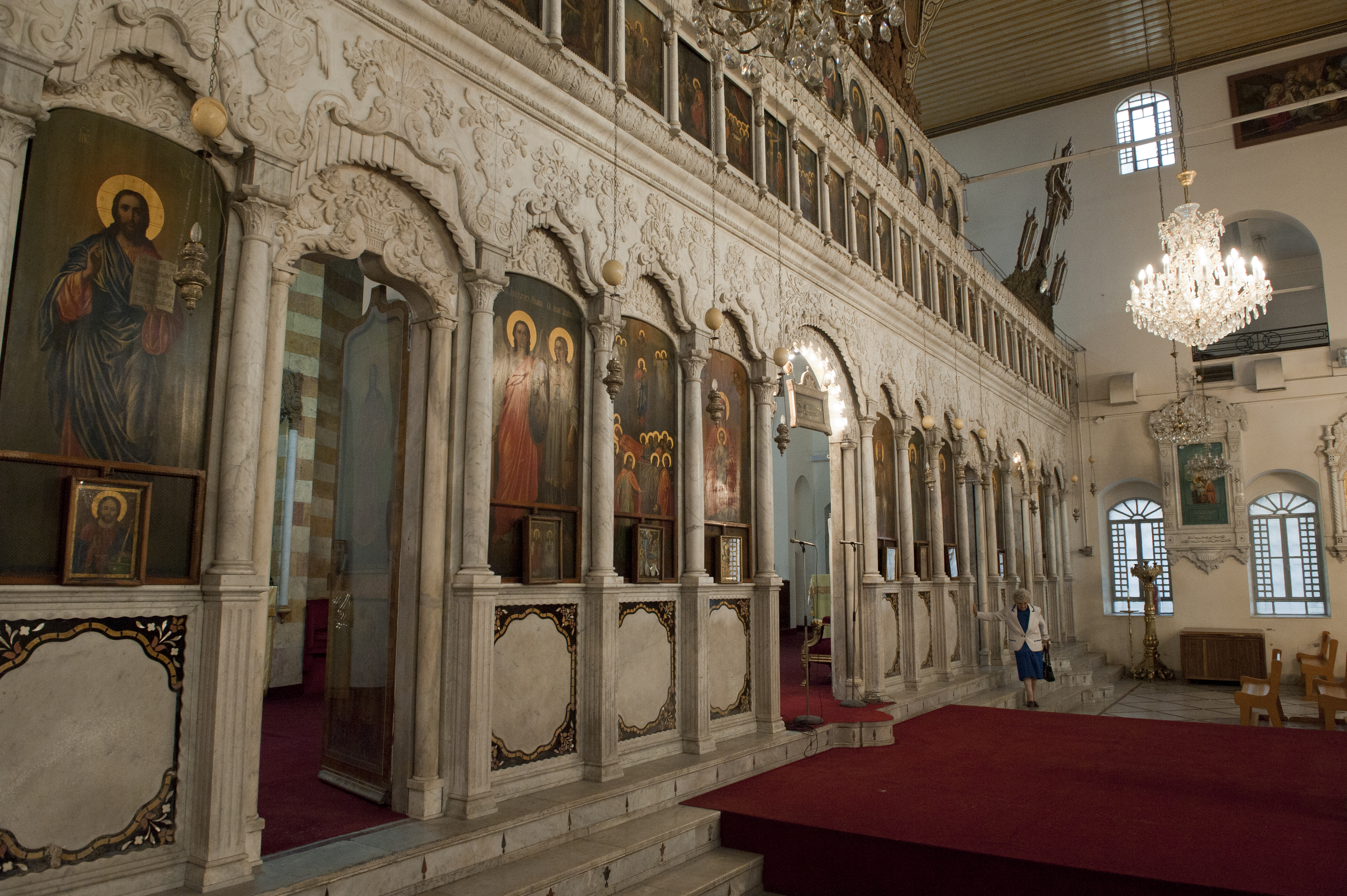
حامل الأيقونات (الأيقونسطاس)
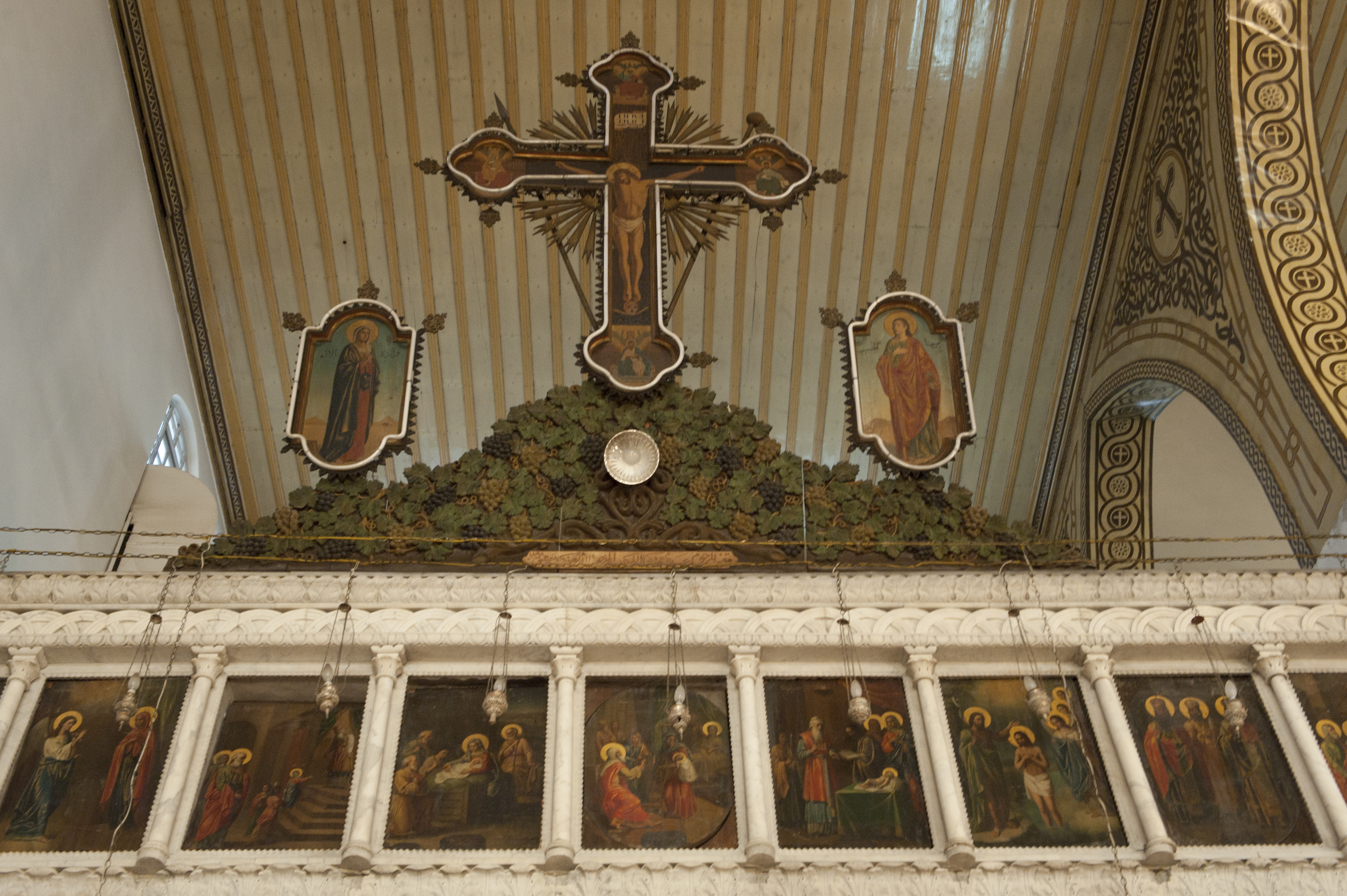
أعلى حامل الأيقونات
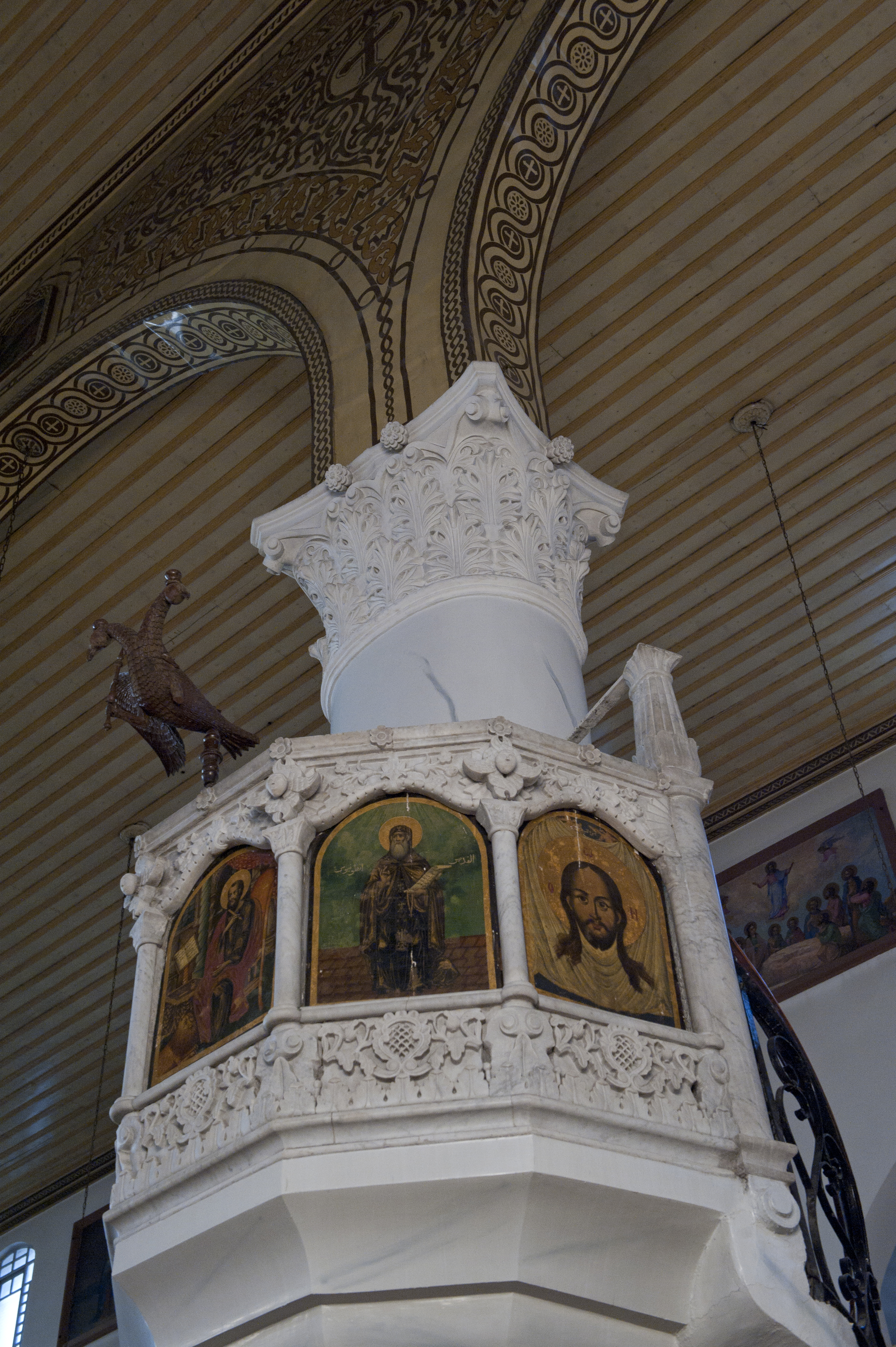
أحد المنابر الاثنان
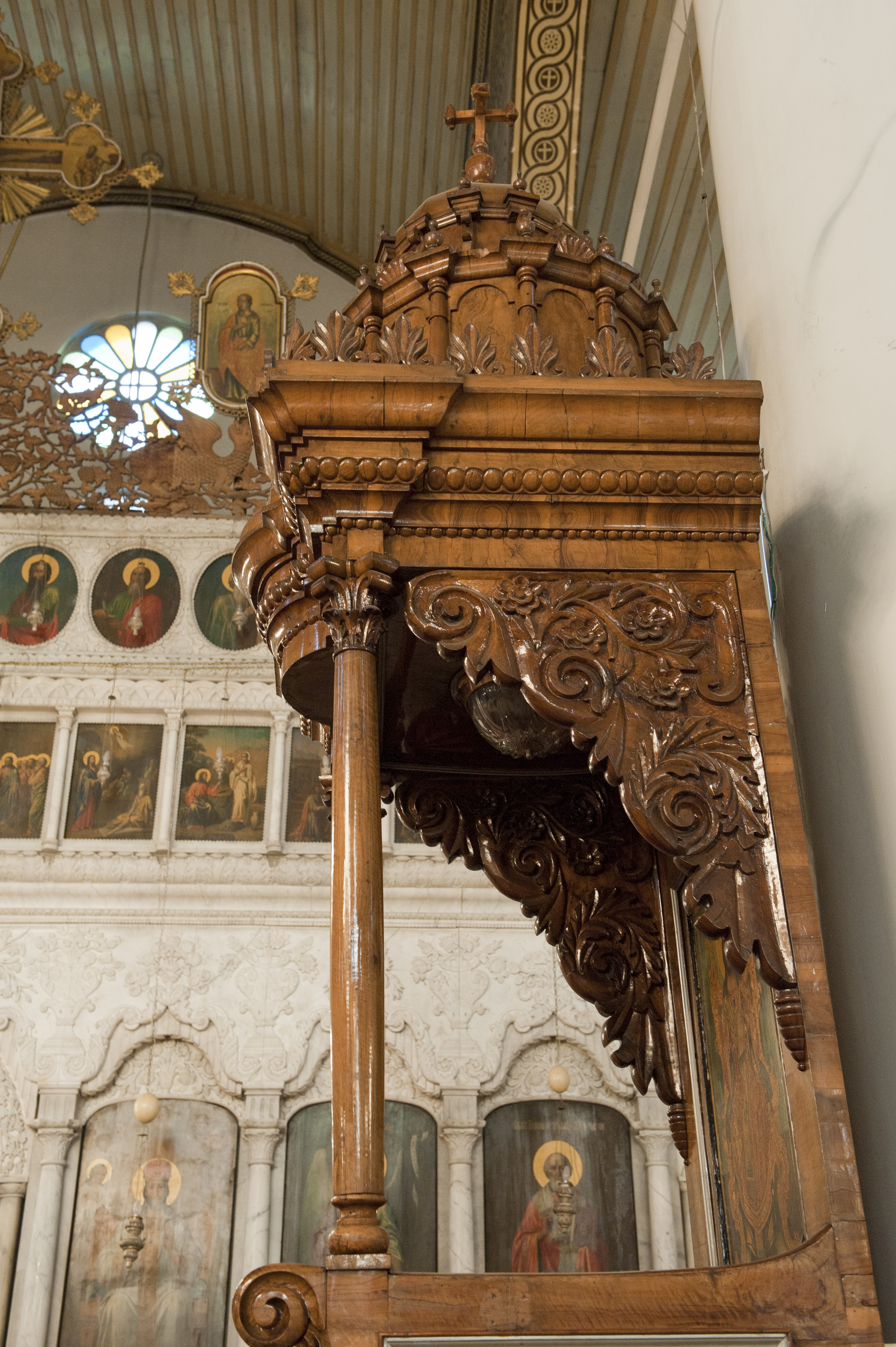
كرسي الأسقف
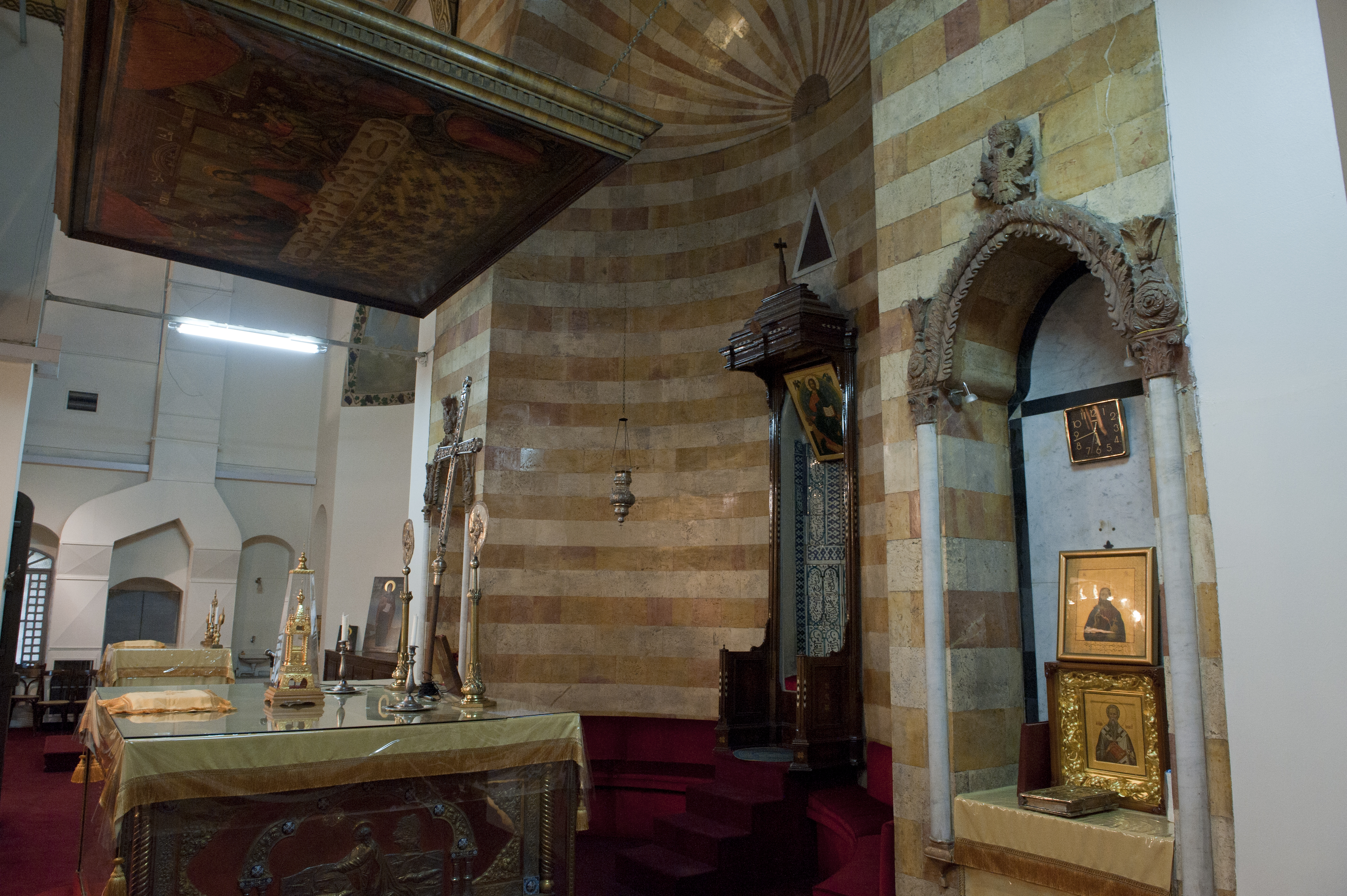
داخل هيكل الكنيسة
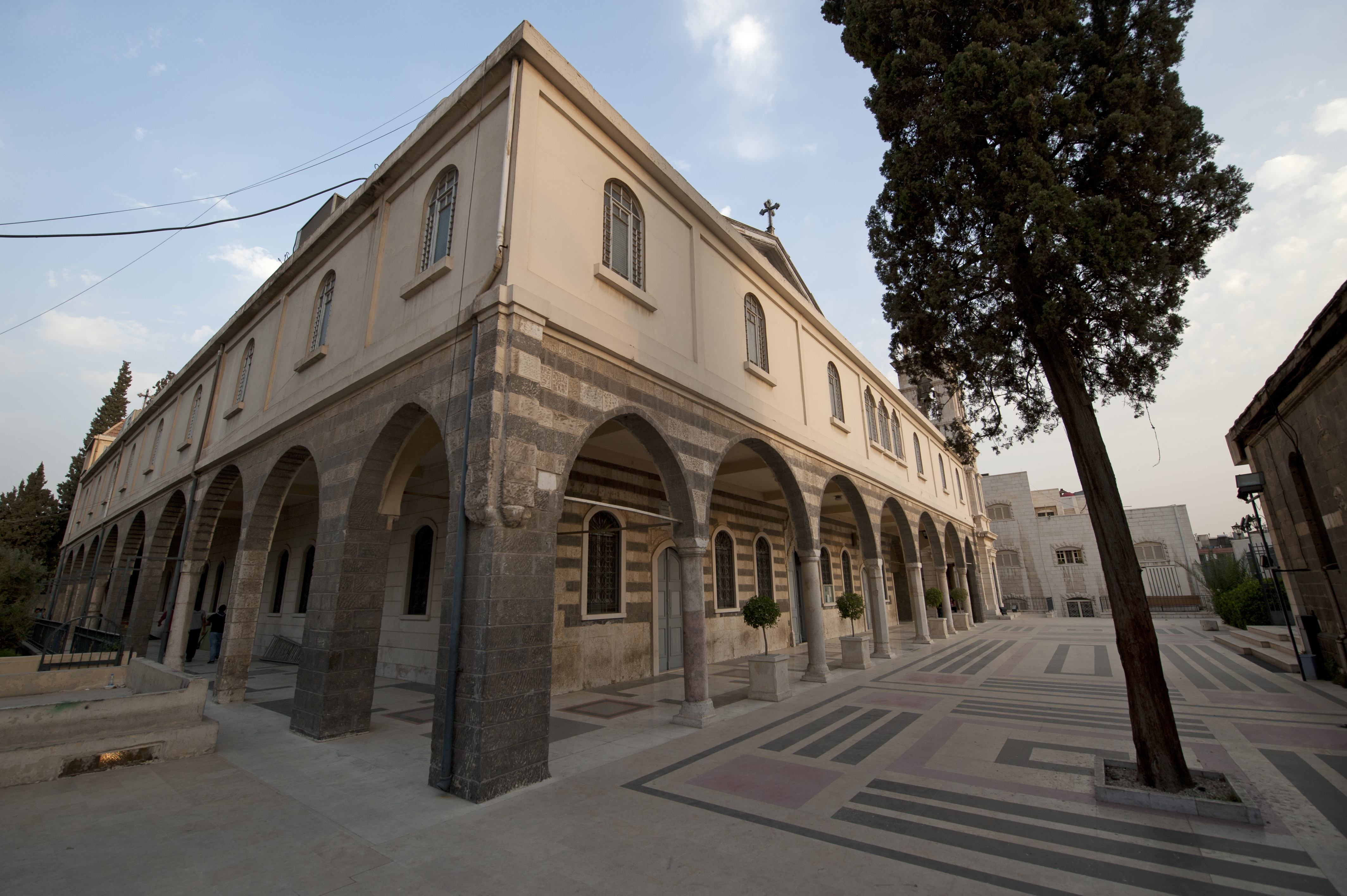
الجهة الغربية للكنيسة
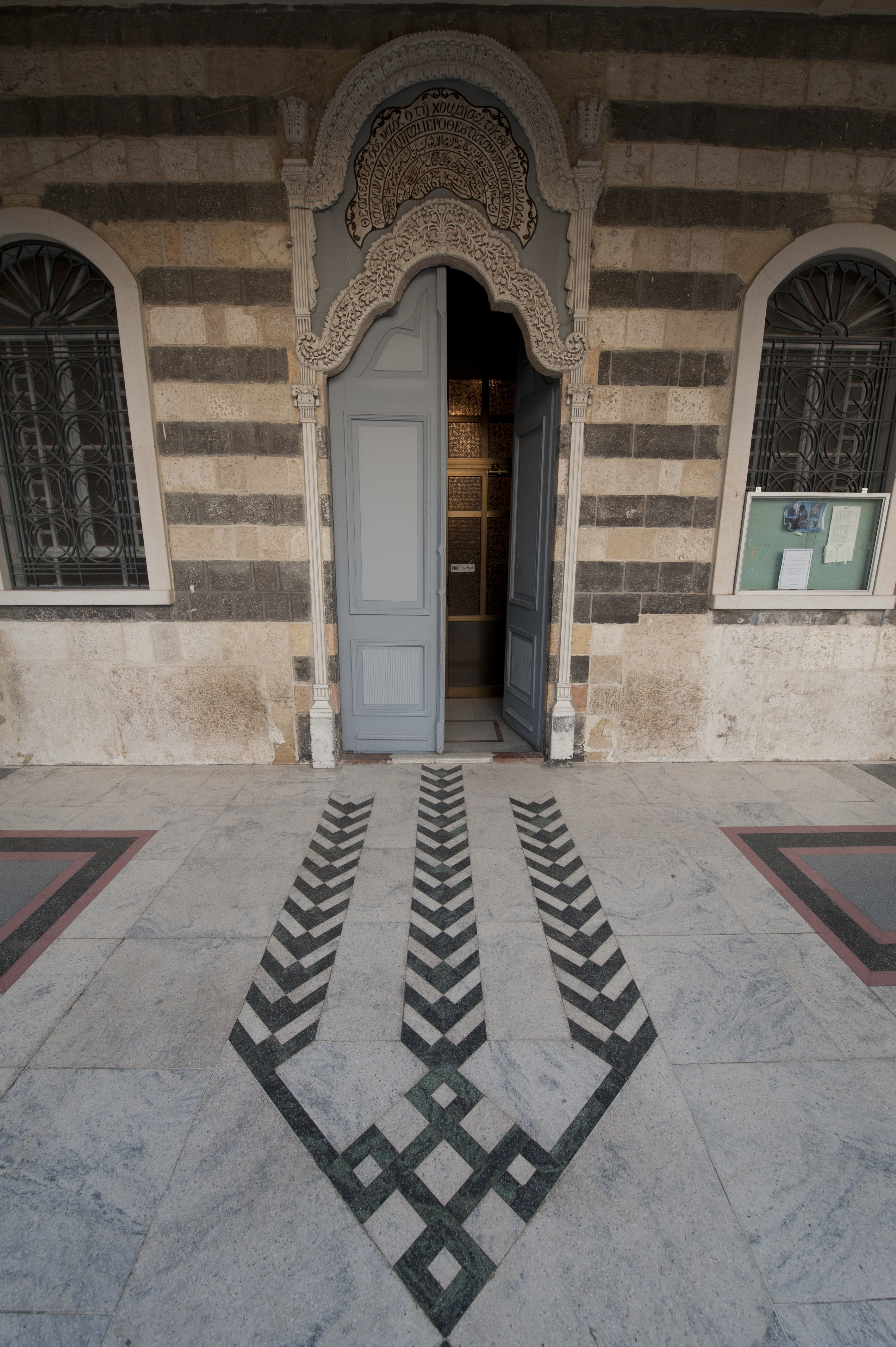
باب الكنيسة الرئيسي
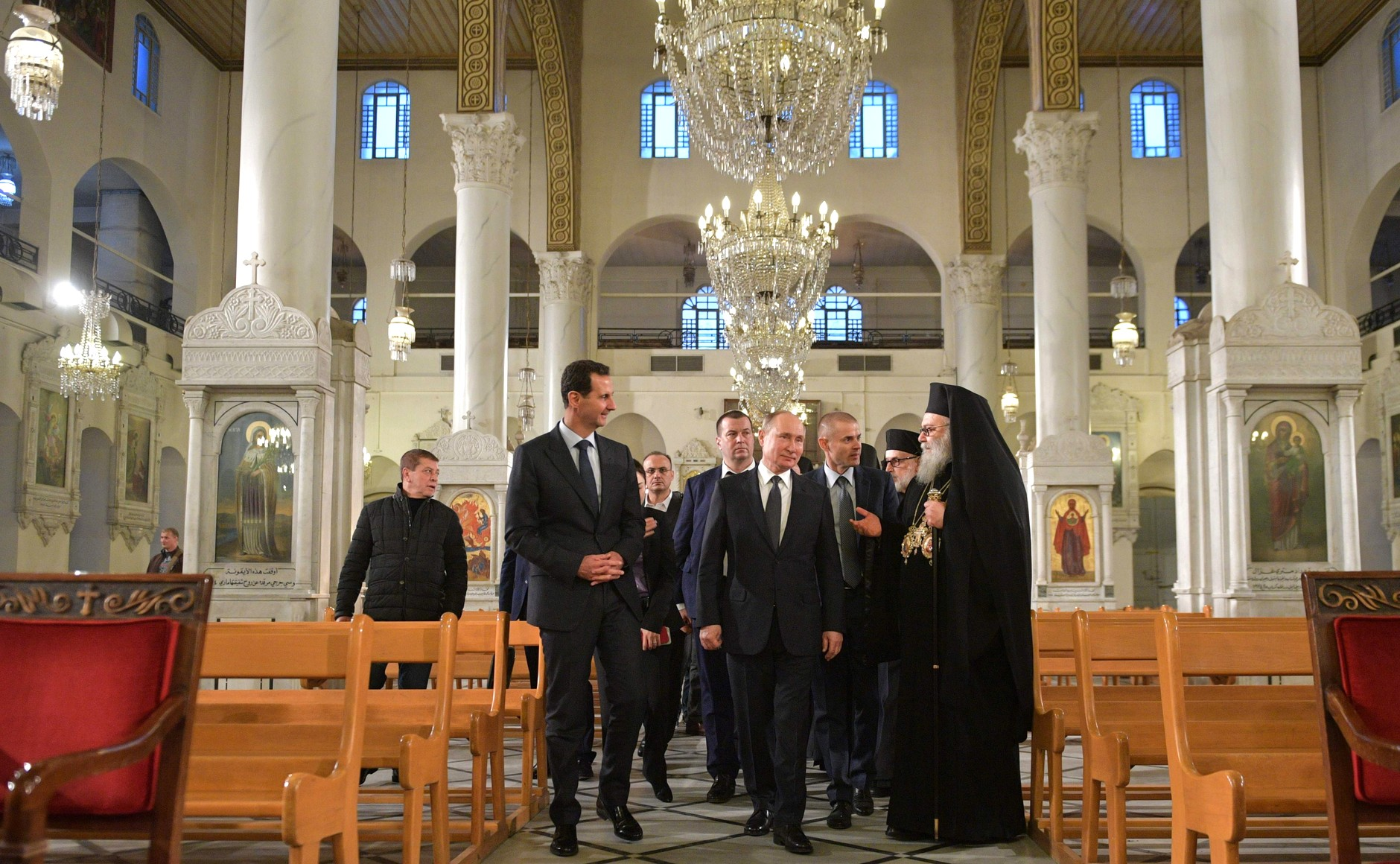
الرئيس الروسي فلاديمير بوتين يزور الكنيسة المريمية برفقة الرئيس السوري بشار الأسد والبطريرك يوحنا العاشر
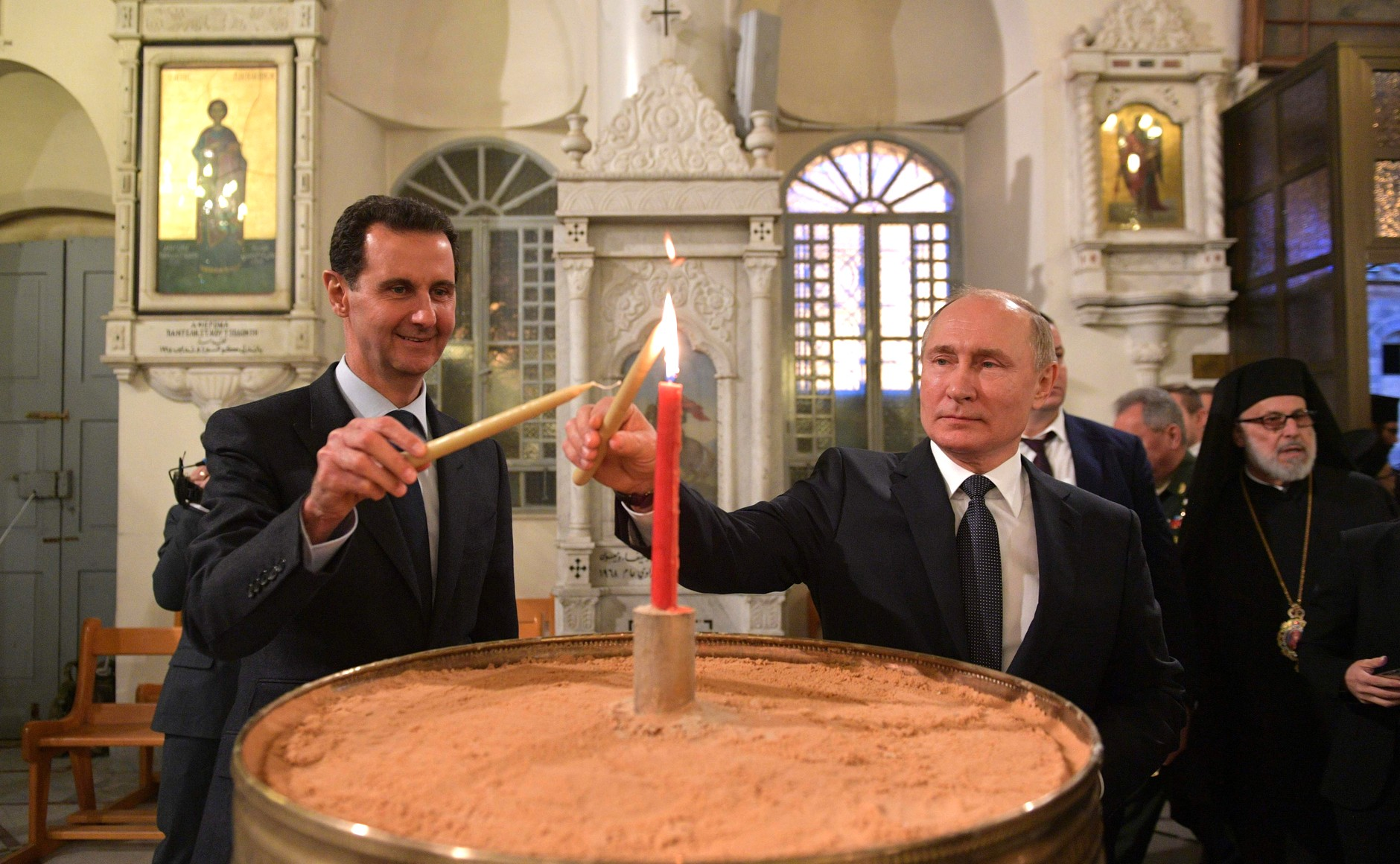
الرئيسان فلاديمير بوتين و‌بشار الأسد يشعلان الشموع في الكنيسة
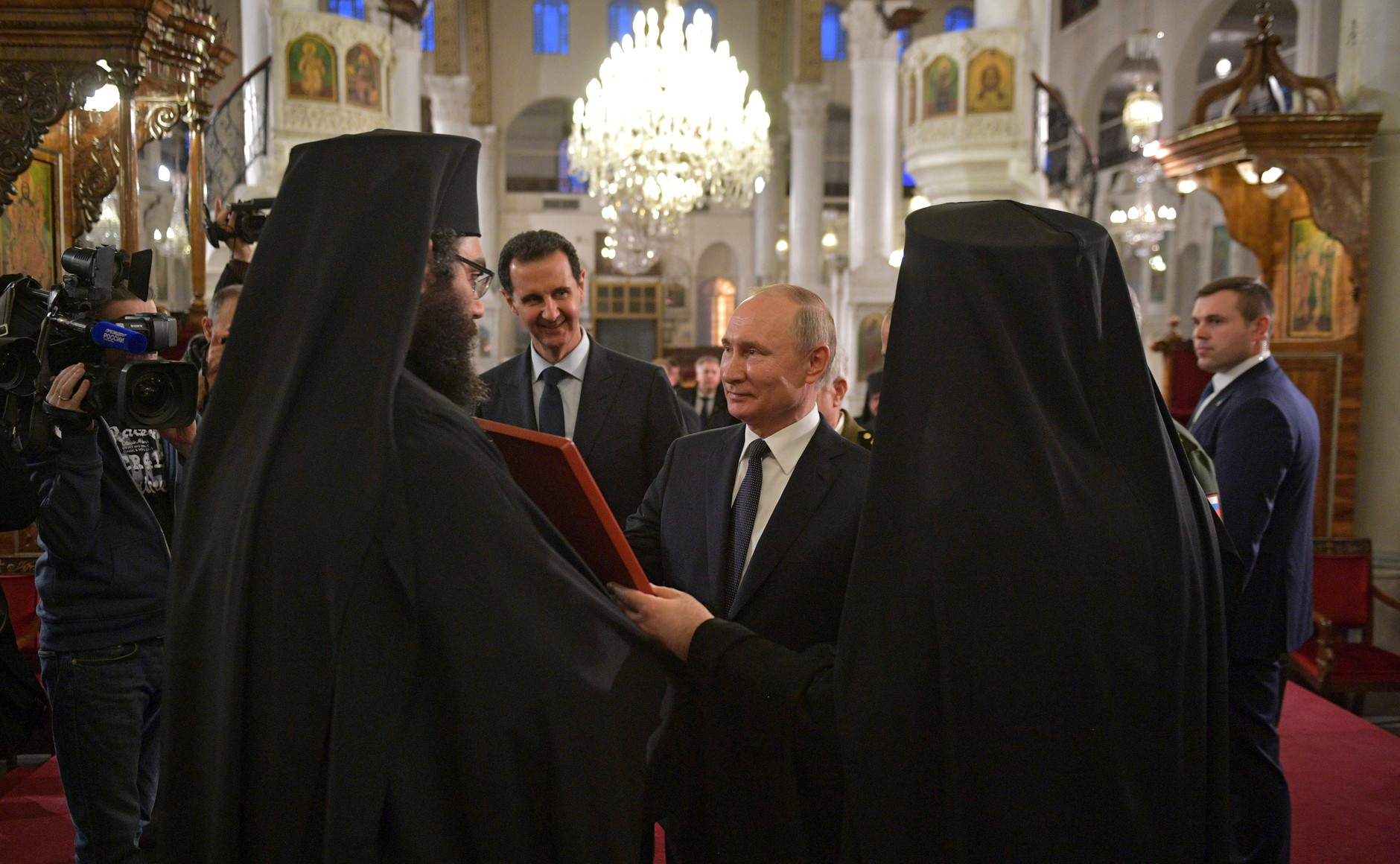
الرئيس الروسي فلاديمير بوتين يهدي القائمين على الكنيسة أيقونة لمريم العذراء
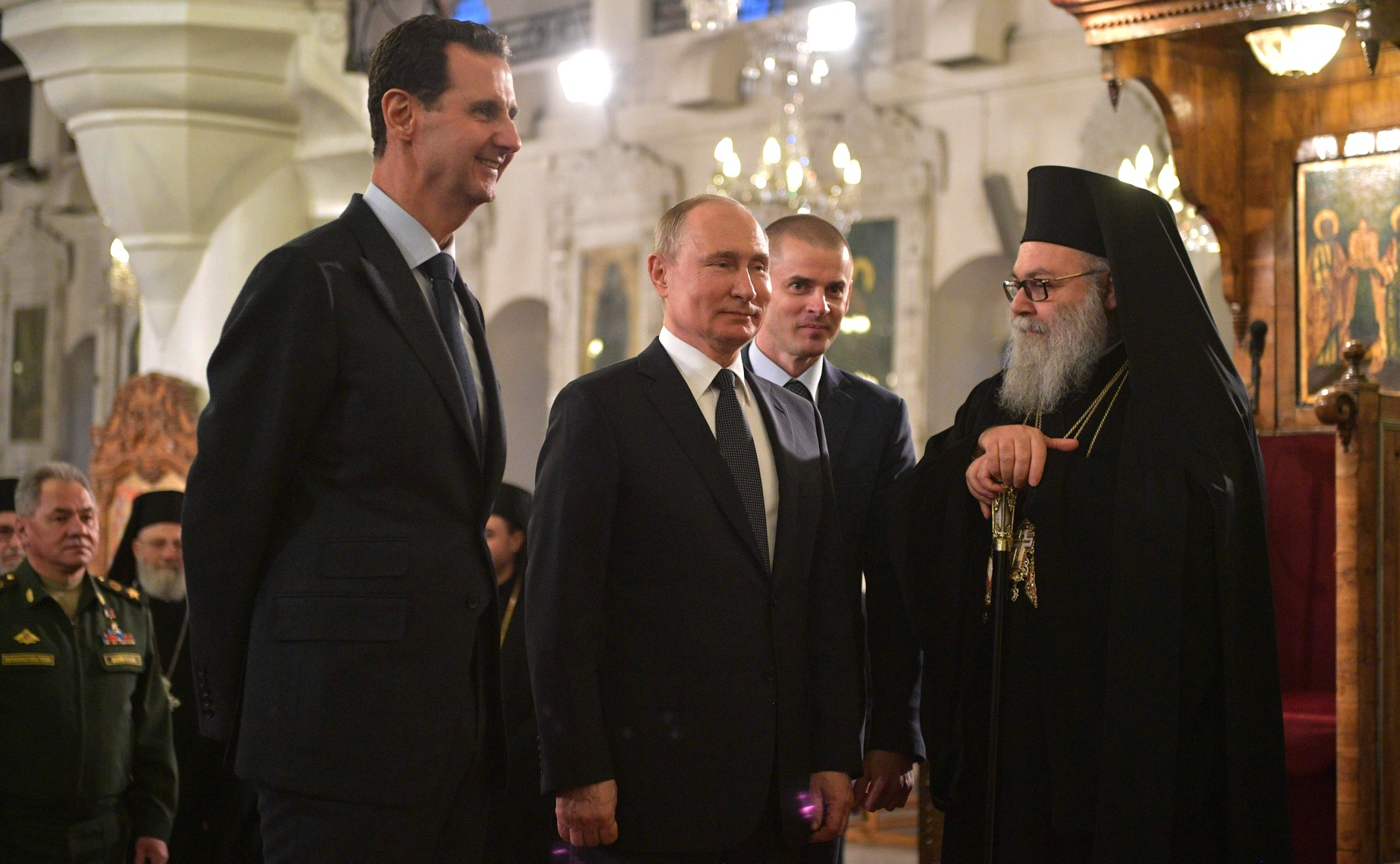